# Asterina jahnii
Asterina jahnii är en svampart som beskrevs av Syd. 1930. Asterina jahnii ingår i släktet Asterina och familjen Asterinaceae.   Inga underarter finns listade i Catalogue of Life.